# Luke Perry
Coy Luther Perry III, més conegut com a Luke Perry   (Mansfield, 11 d'octubre de 1966 - Burbank, 4 de març de 2019) va ser un actor i productor estatunidenc. Es va revelar internacionalment durant els anys 1990 gràcies a la sèrie Beverly Hills, 90210 en la qual interpretava el rol de Dylan McKay. Molt més tard, a partir del 2017, un altre paper important de l'artista va ser el de Fred Andrews per la sèrie Riverdale.

## Filmografia

### Pel·lícules
| Any  | Títol                                       | Paper                    | Notes                     |
| ---- | ------------------------------------------- | ------------------------ | ------------------------- |
| 1991 | Scorchers                                   | Ray Ray                  |                           |
| 1992 | Terminal Bliss                              | John Hunter              |                           |
| 1992 | Buffy the Vampire Slayer                    | Oliver Pike              |                           |
| 1994 | 8 Seconds                                   | Lane Frost               |                           |
| 1995 | Vacanze di Natale '95                       | ell mateix               |                           |
| 1996 | Normal Life                                 | Chris Anderson           |                           |
| 1996 | American Strays                             | Johnny                   |                           |
| 1997 | El cinquè element                           | Billy Masterson          |                           |
| 1997 | Lifebreath                                  | Martin Devoe             |                           |
| 1997 | Riot                                        | Boomer                   | Telefilm Segment: "Empty" |
| 1997 | Invasion                                    | Beau Stark               | Telefilm                  |
| 1998 | Indiscreet                                  | Michael Nash             |                           |
| 1999 | The Night of the Headless Horseman          | Brom Bones               | Voz Telefilm              |
| 1999 | The Heist                                   | Jack                     |                           |
| 1999 | The Florentine                              | Frankie                  |                           |
| 1999 | Storm                                       | Dr. Ron Young            | Directe a vídeo           |
| 2000 | Attention Shoppers                          | Mark Pinnalore           |                           |
| 2001 | The Enemy                                   | Dr. Michael Ashton       |                           |
| 2001 | The Triangle                                | Stu Sheridan             | Telefilm                  |
| 2001 | Dirt                                        | Attorney                 |                           |
| 2002 | Fogbound                                    | Bob                      |                           |
| 2002 | Johnson County War                          | Harry Hammett            | Telefilm                  |
| 2003 | Down the Barrel                             | David                    | Directe a vídeo           |
| 2005 | Dishdogz                                    | Tony                     |                           |
| 2005 | Descent                                     | Dr. Jake Rollins         | Telefilm                  |
| 2005 | Supernova                                   | Dr. Chris Richardson     | Telefilm                  |
| 2007 | The Sandlot: Heading Home                   | Tommy "Santa" Santorelli | Directe a vídeo           |
| 2007 | Alice Upside Down                           | Ben McKinley             |                           |
| 2008 | A Gunfighter's Pledge                       | Matt Austin              | Telefilm                  |
| 2008 | A Very Merry Daughter Of the Bride          | Charlie                  | Telefilm                  |
| 2009 | Angel and the Badman                        | Laredo Stevens           | Telefilm                  |
| 2009 | Äntligen midsommar!                         | Sam                      |                           |
| 2009 | Upstairs                                    | Ward Weaver              |                           |
| 2009 | Silent Venom                                | Lt. Comdr. James O'Neill | Directe a vídeo           |
| 2009 | Sam Steele and the Junior Detective Agency  | The Cat                  |                           |
| 2010 | Redemption Road                             | Boyd                     |                           |
| 2010 | Final Storm                                 | Silas Hendershot         | Directe a DVD             |
| 2010 | Hanna's Gold                                | Cole                     |                           |
| 2010 | Good Intentions                             | Chester Milford          |                           |
| 2011 | Goodnight for Justice                       | John Goodnight           | Telefilm                  |
| 2012 | Goodnight for Justice: The Measure of a Man | John Goodnight           | Telefilm                  |
| 2012 | Goodnight for Justice: Queen of Hearts      | John Goodnight           | película para televisión  |
| 2013 | Red Wing                                    | Carl Blanton             |                           |
| 2014 | Beat Beneath My Feet                        | Max Stone                |                           |
| 2015 | Jesse Stone: Lost in Paradise               | Richard Steele           |                           |
| 2016 | Love in Paradise                            | Avery Ford               | Telefilm                  |
| 2019 | Once Upon a Time in Hollywood               | Wayne Maunder            |                           |

### Televisió
| Any                 | Títol                                 | Paper                            | Notes                                                 |
| ------------------- | ------------------------------------- | -------------------------------- | ----------------------------------------------------- |
| 1982                | Voyagers!                             | Union Prisoner                   | no acreditat Episodi 7è The Day the Rebs Took Lincoln |
| 1987-1988           | Loving                                | Ned Bates                        |                                                       |
| 1988-1989           | Another World                         | Kenny                            | 10 episodis                                           |
| 1990-1995 1998-2000 | Beverly Hills, 90210                  | Dylan McKay                      | 200 episodis                                          |
| 1992                | L'imperdible Parker Lewis             | ell mateix                       | temporada 2 episodi 22                                |
| 1993                | The Simpsons                          | ell mateix                       | Veu Episodi: Krusty Gets Kancelled                    |
| 1994-1995           | Biker Mice from Mars                  | Napoleon Brie                    | Veu 6 episodis                                        |
| 1996                | Mortal Kombat: Defenders of the Realm | Sub-Zero                         | Veu 13 episodis                                       |
| 1996-1997           | The Incredible Hulk                   | Rick Jones                       | Veu 4 episodis                                        |
| 1997                | Spin City                             | Spence                           | Episodi 16 temporada 1: Kiss Me, Stupid               |
| 1999-2000           | Pepper Ann                            | Stewart Waldinger                | Veu 3 episodis                                        |
| 2000                | Johnny Bravo                          | ell mateix                       | Veu Episodi: Luke Perry's Guide to Love               |
| 2000                | Family Guy                            | ell mateix                       | Voz Episodi: The Story on Page One                    |
| 2001                | Night Visions                         | Dr. Michael Sears                | Episodi: "Now He's Coming Up the Stairs"              |
| 2001-2002           | Oz                                    | Rev. Jeremiah Cloutier           | 10 episodis                                           |
| 2002-2004           | Jeremiah                              | Jeremiah                         | 35 episodis                                           |
| 2003                | Clone High                            | Ponce de León                    | Veu Episodi: Litter Kills - Literally                 |
| 2005                | Will & Grace                          | Aaron                            | Episodi: The Birds & the Bees                         |
| 2005                | What I Like About You                 | Todd                             | 3 episodis                                            |
| 2006                | Windfall                              | Peter Schaefer                   | 13 episodis                                           |
| 2007                | Biker Mice from Mars                  | Napoleon Brie                    | Voz Episodi: Once Upon a Time on Earth                |
| 2007                | John from Cincinnati                  | Linc Stark                       | 10 episodis                                           |
| 2008                | Law & Order: Special Victims Unit     | Noah Sibert                      | Episodi: Trials                                       |
| 2008                | Criminal Minds                        | Benjamin Cyrus                   | Episodi: Minimal Loss                                 |
| 2009                | The Storm                             | Stillman                         | Minisèrie                                             |
| 2010                | Leverage                              | Dalton Rand                      | Episodi: The Future Job                               |
| 2010                | Generator Rex                         | Jacob                            | Episodi: "The Architect"                              |
| 2010                | FCU: Fact Checkers Unit               | Luke                             | 8 episodis                                            |
| 2011                | Pound Puppies                         | Fang                             | Veu Episodi: Rebel Without A Collar                   |
| 2012                | Raising Hope                          | Ghost of Arbor Day               | Episodi: Arbor Daze                                   |
| 2012-2013           | Body of Proof                         | CDC Officer Dr. Charlie Stafford | 5 episodis                                            |
| 2013                | Community                             | American Inspector Spacetime     | Episodi: Conventions of Space and Time                |
| 2014                | Major Crimes                          | Jon Worth                        | Episodi: Cutting Loose (2015)                         |
| 2017-2019           | Riverdale                             | Fred Andrews                     | Co-protagonista, sèrie de TV The CW                   |